# Rjútaró Hašimoto
Rjútaró Hašimoto (29. července 1937 – 1. července 2006) byl japonský politik. Byl premiérem Japonska v letech 1996–1998. V letech 1995–1996 byl místopředsedou vlády. Byl též ministrem zdravotnictví, financí a obchodu a průmyslu. Z politiky odešel roku 2004 po korupčním skandálu, když vyšlo najevo, že přijal 100 milionů jenů od japonské zubařské asociace.
Vystudoval politické vědy na univerzitě v Keio. Věnoval se též bojovému umění kendo.